# Estádio Trud (Tomsk)
O Estádio Trud é um espaço multiúso , em Tomsk, Rússia. Atualmente é usado principalmente para jogos de futebol, pois é a casa do FC Tom Tomsk. O estádio possui pouco mais de 10.000 lugares. Foi construído em 1929.

## História
Antes da promoção do Tom Tomsk à Primeira Divisão russa, o Trud carecia de muitas facilidades comuns a muitos estádios europeus, incluindo banheiros adequados. Uma vez que a equipe avançou e recebeu um patrocínio maior em dinheiro, foram construídas novas arquibancadas para aumentar a capacidade do estádio. O campo também foi melhorado, com um sistema de aquecimento subterrâneo para lidar com as nevascas siberianas.
Em preparação para a temporada de 2005 da Premier League russa, uma substancial renovação foi realizada no estádio:
- Uma nova tribuna norte foi construída, que pode abrigar até 2.730 pessoas.
- Dois camarotes de luxo foram erguidas sobre o setor oeste, com espaço para 40 pessoas.
- Novos sistemas de som foram instalados.
- Expansão e renovação dos vestiários.
- Uma há muito aguardada reforma dos banheiros.
- O ingresso ao estádio foi melhorado.

O local foi inaugurado em 1 de junho de 1929.

## Monumentos no estádio
Monumento dedicado à primeira temporada na primeira divisão
Em 2006, em homenagem ao sucesso de Tom na primeira temporada do clube na primeira divisão russa, foi instalado um estátua de um jogador no estádio, feita por dois escultores, pai e filho. O monumento é uma composição de um jogador de futebol e uma estrela com os nomes dos jogadores, treinadores, líderes da região, patrocinadores que deram uma contribuição mais significativa para o sucesso da equipe na estreia na divisão de elite do futebol russo.
Monumento ao torcedor
Em 2006, no estande oriental, foi instalado o “Monumento ao torcedor”, do escultor L. A. Usov. A instalação de uma escultura de bronze no estádio foi programada para o 50º aniversário do futebol profissional de Tomsk. O protótipo foi uma fotografia de um torcedor desconhecido dos anos 50 do arquivo do clube de futebol Tom. Mais tarde, em conexão com a reforma do estádio, o torcedor de bronze "se mudou" para o estande sul.